# Corazón de fuego (telenovela)
Corazón de fuego es una telenovela peruana producida por Rodolfo Hoppe para ATV.  
Fue protagonizada por los colombianos Natasha Klauss y Tiberio Cruz, con las participaciones antagónicas de Sonia Oquendo, Joaquín de Orbegoso y Alessandra Denegri, y con las actuaciones estelares de Tony Dulzaides y Rodrigo Sánchez Patiño.

## Argumento
Honorio Vásquez está casado con Emilia, pero mantiene una relación con Rosaura Montenegro; esta última decide matarla para que Honorio enviude y se quede con toda las tierras de Sierra Morena. Cuando llega el día, Rosaura mata a Emilia y a dos de sus tres hijos, pero Lucía, la hija menor, logra huir con la ayuda de su cómplice, su hermano quien se lleva a Lucía y la cría como a una hija. Rosaura se casa con Honorio y tienen a una hija: Sandra, además de los anteriores hijos de Rosaura: Norma, Fernando y Mateo.
Lucía es dada por muerta junto a sus hermanos y su madre: se da la noticia como un ataque producto del terrorismo; pero ella es criada por Jerónimo Vivanco (Víctor Montenegro) bajo el nombre de Alejandra, su 'padre' la manda a Estados Unidos a estudiar. Pasan veinte años y Alejandra se ha convertido en una Maestra Pisquera en el Valle de Napa, California. Ella decide regresar a Perú, pues su padre Víctor está a punto de morir; éste le cuenta que su madre fue asesinada por Rosaura Montenegro y que la Hacienda Sierra Morena le pertenece por herencia; Alejandra decide cobrar venganza y entrar a trabajar Sierra Morena.
A la par, Fernando conoce a Alejandra en un bar limeño; y ella va a trabajar a Sierra Morena la mañana siguiente, sin saber que Fernando es él que administra las tierras ni que está comprometido con Valeria Durand. Esta última y su madre fingen ser dueñas de una cuantiosa fortuna; pero lo cierto es que Valeria se quiere casar con Fernando por su dinero; la situación de ella la sabe Rosaura, quien ansiosa de ascender socialmente defiende la relación a como dé lugar. Por otra parte, Teo es el hermano menor de Fernando y es amante de Valeria, a quien considera como un trofeo, ya que siempre ha sido desplazado por su hermano en todo; ellos dos junto a Rosaura se unen con la misión de deshacerse de Alejandra y evitar que recupere Sierra Morena.

## Resumen de la etapa final

### Últimas semanas
Llegó el día de la boda de Alejandra y Fernando, se casarán por la Iglesia, pero Marcos Roldán, exesposo de Alejandra, los espera adentro para acabar con ellos. Y antes de terminar la ceremonia, él aparece y dispara contra Fernando, pero Alejandra se interpone  y recibe el balazo. Marcos escapa. Alejandra es llevada a la clínica. Teo y la policía persiguen a Marcos, él logra alcanzarlo y lo golpea. Marcos le confiesa que fue Rosaura quien asesinó a la familia de Alejandra 20 años atrás. Teo no puede creer que su madre haya hecho algo así y le dispara a Marcos, quien muere casi al instante. Teo escapa antes de que llegue la policía. Los agentes encuentran a Marcos muerto y deducen que fue Teo, quien enfrenta a Rosaura por las acusaciones de Marcos. Todos están en la clínica cuando el doctor informa que Alejandra está en coma. Rosaura quiere que Teo esté en la cárcel sea como sea. Lupe recibe la noticia de que tiene cáncer y se entristece. Fernando se siente muy afligido a pesar del apoyo de todos sus amigos. Alejandra sigue luchando por su vida y Fernando no deja de acompañarla en todo momento. Rosaura chantajea a Teo ofreciéndole una salida rápida de la cárcel, él acepta pero con mucha desconfianza, logra salir con arresto domiciliario. Teo habla con Marga y le dice que necesitan encontrar pruebas para hundir a Rosaura y además para saber si Alejandra es la hija perdida de Honorio. Ella logra tomar una muestra de sangre de Alejandra y la manda al laboratorio. Marga y Rosaura se vuelven a encontrar y tienen una riña. Por otro lado, Alejandra logra despertar del coma, todos se alegran por ella. Rosaura se entera de la prueba que Marga y Teo de ADN que han mandado hacer. Deduce que la vidente sabe quién es la hija de Honorio y va a buscarla. Teo se entera de que es el principal sospechoso de la muerte de Valeria. Karen no deja de pensar en Teo y le pide que estén juntos, él la rechaza porque no quiere hacerle daño, pero Karen le dice que lo esperará el tiempo que sea necesario. La bruja le confiesa a Rosaura que Alejandra es la hija de Honorio, ella se sorprende. Rosaura la culpa de todo y termina matándola, luego huye. Alejandra continúa recuperándose satisfactoriamente. Marga y Teo se enteran del resultado de la prueba de ADN, salió positivo.

### Últimos capítulos
Alejandra sale del hospital para continuar con su vida al lado de Fernando. En la hacienda preparan una cena para recibirla, Rosaura la provoca mencionando a Emilia e insultándola, en un arranque de rabia y en medio de sollozos, Alejandra cachetea a Rosaura y confiesa que Emilia es su madre, que la respete y dice que Rosaura es una asesina, Honorio y Fernando no saben qué decir y Rosaura ve que su plan salió a la perfección. Honorio se queda perplejo por unos momentos, Fernando le reclama a Alejandra el haberle mentido tanto tiempo, Rosaura le dice que lo hizo porque regresó para vengarse, Fernando no puede creer que Alejandra acuse a Rosaura de haber matado a su familia, no le cree. Rosaura le replica y le dice que todo es su culpa. Luego de que todo se tranquiliza, Alejandra está triste porque Fernando no le cree, él por su parte no sabe qué hacer. Honorio busca a Alejandra y recuerdan como era su vida antes, se sienten más cerca el uno del otro. Ante toda esta situación, Rosaura y Miranda le dicen a Cecilia que aproveche para calmar y estar junto a Fernando. Ella lo busca y trata de hablar con él, Alejandra los encuentra y no puede creer lo que está pasando, se va. Ahora que ya se sabe parte de la verdad y aprovechando el delicado estado de salud de Honorio, planea acabar con él para que no le estorbe más, para eso le pide ayuda a Miranda, quien acepta con la condición de que Rosaura le diga quien mató a Valeria. Juan Pedro le informa a Rosaura que podrán meter a Teo a la cárcel muy pronto, él quiere que le entregue los resultados de los exámenes que le practicaron a su novia Marinés. La policía comienza a investigar a Rosaura porque mantenía una relación laboral con la vidente. Citan entonces a sus allegados, Alejandra da su testimonio porque es con quien Rosaura desea acabar. Ella planea matar a Honorio sin dejar huellas, entonces le cambia los medicamentos, lo que lo manda a la clínica. Teo quiere encontrar las pruebas que pondrían al descubierto a Rosaura, estas están en manos de Nena y Bryan quienes no se las entregan a Teo por miedo. Rosaura creerá haber acabado con la vida de Honorio, le reprocha que nunca la haya querido de verdad. Fernando descubre las verdaderas intenciones de Cecilia con él, le pide que se aleje porque lo suyo no funcionará, ella se resiste. Rosaura se entera de que Honorio no murió y se enfada, va a su encuentro en la clínica y le confiesa fríamente que ella mató a toda su familia y que acabará co Alejandra también, Honorio no puede con tanta sorpresa y presión y cae al suelo y muere. Rosaura se va del cuarto. Todos se enteran de la muerte de Honorio y Alejandra le dice a Fernando que su madre es una asesina porque ella lo mató, él aún no quiere creerle. Norma encuentra pruebas que podrían hundir a Rosaura y le las llevan a la delegación. Recogen el testimonio de Zenaida también, quien se sorprende al enterarse de que Rosaura asesinó a Honorio cuando ponen la denuncia. En la hacienda, Marga enfrenta a Rosaura por el asesinato de Honorio y de la familia de Alejandra, ella le dice que mataría a Emilia mil veces más si fuera necesario, todo esto lo escucha Fernando, quien finalmente cae en cuenta de que su madre es una asesina, Rosaura trata de explicarle todo pero ya no tiene salida. Llega Alejandra y ve lo que sucede, le pide a Rosaura que se vaya y que los deje en paz. Rosaura les apunta entonces con una pistola y los amenaza, Machi ve todo y llama a los demás quienes se sorprender a ver a rosaura con un arma apuntándole a su hijo, ella quiere matar a Alejandra pero Fernando le dice que primero tendrá que matarlo a él. Rosaura desiste y huye. Fernando llora y le pide perdón a Alejandra por no haberle creído, ella le dice que se tranquilice. Cecilia pone una denuncia en contra de Rosaura acusándola de haber matado a Valeria, los policías le piden que espere pero ella no quiere porque va a viajar y ya no necesitan más pruebas para apresar a Rosaura, porque con varios asesinatos ya es suficiente. Miranda le exige a Rosaura que le diga de una vez quien mató a su hija, ella le dice que fue Teo. Miranda se pone furiosa y le apunta con la pistola a Rosaura diciéndole que vengará la muerte de su hija, Rosaura se asusta, luego logra escapar de la policía. Marinés sorprende y asusta a Lupe diciéndole que Juan Pedro se quedará con ella, que se va a morir y que será la nueva madre de sus hijos, Lupe le dice que está loca, Marinés no lo soporta, luego se va. Miranda busca a Teo y le reclama el haber asesinado a Valeria, Teo trata de tranquilizarla y le confiesa que en realidad fue Rosaura, que le disparó por la espalda y que la traicionó. Miranda se hunde en el llanto y no puede creer lo que Teo le ha dicho, se da cuenta de que fue cómplice de la asesina de su hija. Para ella ya nada tiene sentido y está a punto de dispararse en la cabeza pero Teo la detiene, le dice que debe ayudarlo a acabar con Rosaura. Ella acepta. Norma sufre contracciones y la llevan a la clínica porque tiene que dar a luz. Marinés en un nuevo intento de hacer sufrir a la familia de Lupe, secuestra a Wendy dentro de su propia casa y le dice que la va a matar por haberla insultado, Wendy se asusta mucho. A Norma le practican una cesárea, Lupe la acompaña. Alejandra sufre un desmayo en la clínica porque ella y Fernando se enteran de que Rosaura va a su encuentro dispuesta a todo, le hacen unos exámenes y confirman que está embarazada, ella y Fernando se ponen muy felices, Rosaura los observa.

### Último capítulo
La policía se entera de que Teo escapó de la hacienda, Karen lo espera pero nunca llega porque se fue con Miranda para buscar a Rosaura, quien logra burlar a la policía de nuevo. Norma se desmaya y Sandra teme lo peor, llama a las enfermeras. Fernando va a ver como sigue Norma, sale antes que Alejandra, quien es sorprendida por Rosaura apuntándole con la pistola. La obliga a irse con ella, Raúl las encuentra y le dice a Alejandra que Norma está en peligro. Luego se van. Raúl le informa a Machi de que Alejandra se fue con una mujer, deduce que es Rosaura, se lo dice a Fernando quien se sorprende. Marinés está a punto de matar a Wendy cuando llega Juan Pedro, Marinés arma una escena traumática, Juan Pedro llama a un centro psiquiátrico para que se lleven a Marinés, ella se resiste pero al final se la llevan. Miranda ve que Rosaura se está llevando a Alejandra, le informa a Teo, y empiezan a seguirlas. Miranda se comunica con Fernando y le dice por donde se están yendo. Rosaura llega al lugar y le dice a Alejandra que baje, se da cuenta de que las han seguido pero que no les servirá de nada. Teo va en busca de Rosaura y le apunta con el arma, Rosaura le dice que dispare si se atreve, él no lo hace así que su madre es quien le dispara, Teo cae al suelo y Alejandra le pide que resista, Rosaura se la lleva. Karen y Fernando logran llegar al lugar, ella se queda con Teo y Fernando va en busca de su madre. Rosaura le apunta a Alejandra y le dice que ya le quitó todo y que no ganará nada, Alejandra le pide que hablen, Rosaura se opone y está a punto de disparar, llega Fernando y le dice a su madre que se detenga, ella sigue apuntando, de pronto, se oye un disparo, pero no fue para Alejandra, Miranda le disparó por la espalda a Rosaura, así como ella hizo con Valeria, Rosaura cae y muere. Fernando llora por su madre y abraza a Alejandra, Miranda se da cuenta de que acabó con todo y los policías la esposan y se la llevan. 

10 años después...
Alejandra le hace oler a su hija el pisco, ella le especifica un aroma y le pregunta a su madre si ella también será una maestra pisquera, Alejandra le dice que depende todo de ella. Llega Fernando con su otro hijo, se dan un beso pero tienen que llegar al matrimonio de Machi. Nena ha crecido y les explica a sus compañeros los tipos de sepas para la elaboración del pisco. Esteban y Dayana viven felices y agradecidos con Alejandra por haberles obsequiado unas tierras para que las administren y vivan allí. Lupe da una charla sobre su batalla contra el cáncer y exhorta a otras mujeres a hacerse chequeos a tiempo, ellas aplauden al finalizar. Jhonny se ha convertido en un exitoso y ocupado ejecutivo con varios subordinados. Vasco y Micaela buscan a Analía, él la encuentra besándose con Bryan quien se ha convertido en un joven muy simpático igual que Analía, Vasco se enoja y le dice a Bryan que lo acusará con Fernando, él sigue tratando a Analía como si fuera una niña. Juan Pedro visita a Marinés en el centro psiquiátrico, las enfermeras se sorprenden por su constancia y superación. Carolina ha madurado y maquilla a Machi para su boda con Raúl, quien es acompañado por Lupe. Sandra y Pato tienen gemelas, ella es una gran artista y ha llevado a ese mundo a Valentina, su sobrina, la hija pequeña de Norma, la ha convertido en una pequeña diva. Después de la ceremonia, empiezan a celebrar, Carolina y Juan Pedro presentan un número de marinera. Machi tira el buquet y llega a manos de Alejandra, todos la aplauden, junto a ella están Fernando y sus hijos, finalmente sellan su amor con un beso.

## Elenco
- Natasha Klauss - Alejandra Vivanco / Lucía Vásquez
- Tiberio Cruz - Fernando Salazar Montenegro
- Joaquín de Orbegoso - Mateo "Teo" Salazar Montenegro
- Alessandra Denegri - Valeria Durand de los Heros
- Sonia Oquendo - Rosaura Montenegro Arce
- Antonio Dulzaides - Honorio Vásquez Alvarado
- Javier Valdés - Juan Pedro Castro
- Katia Condos - Norma Salazar Montenegro
- Rodrigo Sánchez Patiño - Patrick "Pato" Vivanco
- Vanessa Saba - Cecilia de los Heros
- Julián Legaspi - Vasco Suárez
- Mirna Bracamonte - Miranda de los Heros
- Aurora Aranda - Margarita "Marga" Julca
- Rosa Hurtado - Rosa María "Nena" Ortíz
- Claudia Berninzon - Sandra Vásquez Montenegro
- María José de Zaldívar - Zenaida
- Anneliese Fiedler - Marcela María "Machi" Vivanco
- César Ritter - Jhon Kennedy Paredes
- Sebastián Monteghirfo - Fito Culotti Ramos
- Maryloly López - Zoila Lupe Cienfuegos
- Emilia Drago - Carolina Castro Salazar
- Renato Bonifaz - Roque Sandoval
- Liliana Trujillo - Betty Solís
- Desiree Franco - Karen Ortiz Julca
- Stefano Salvini - David Castro Cienfuegos
- Daniella Pflucker - Wendy Castro Cienfuegos
- Emilram Cossío - Esteban Zárate
- Carlos Mesta - Freddy Ortiz
- Karen Dejo - Consuelo Ramírez/Dayana/Mireya
- Fabrizio Aguilar - Marcos Roldán

### Participaciones especiales
- Haydeé Cáceres - Esther, vidente, trabajaba para Rosaura
- Álamo Pérez-Luna - Investigador privado
- Rodrigo Fernandini - Francisco, enamorado de Carolina
- Patricia Alquinta - Enfermera
- Enzo Vitale - Él mismo, estilista de Rosaura
- Fernando Bakovic - Antonio Durand
- Leslie Shaw - Verito, cita de Patrick
- Marco Antonio Ramírez - Bryan
- Joyce Guerovich - Amante de Vasco
- Gabriela Billotti - Rebeca Ramos Velarde, mamá de Fito y abogada de Alejandra
- Claudia Abusada - Cita de Vasco
- Melania Urbina - Marinés
- Victor Távara - "El profesor de baile"
- Fiorella Flores - Marilyn
- Adriana Zubiate - Micaela
- Osiris Vega Solís - Analía, hija de Vasco y Micaela
- Marina Mora
- Omar Sánchez - Raúl
- Gerardo Zamora - Joaquín
- Miguel Medina - Ugaz
- Paco Bazán
- Giselle Patrón - Cita de Patrick
- Michelle Soifer - "Cita de Patrick"
- Christian Wagner

## Premios y nominaciones
- Premios Luces de El Comercio[2]

| Año  | Categoría                 | Nominado               | Resultado |
| ---- | ------------------------- | ---------------------- | --------- |
| 2012 | Mejor producción local    | Mejor producción local | Nominada  |
| 2012 | Mejor actor de televisión | Tony Dulzaides         | Nominado  |
| 2012 | Mejor actriz de TV        | Sonia Oquendo          | Nominada  |